# 이상래
이상래(李相來, 1961년 7월 12일 ~ 2013년 8월 30일)는 K리그에서 활약했던 축구 선수이다.

## 축구인 생활
럭키금성 황소 (현 FC 서울) 및 유공 코끼리 (현 제주 유나이티드 FC)에서 1984-1989 시즌 동안 미드필더로 활약하며 정규리그 89경기 출전 12득점, 9도움 / 리그컵 27경기 2득점, 4도움의 기록을 남겼다.
은퇴 이후 2007년 한남대학교의 감독을 맡았다.